# ملالار محمدرضاکندی
ملالار محمدرضاکندی یکی از روستاهای استان آذربایجان شرقی است که در دهستان گویجه بل بخش مرکزی شهرستان اهر واقع شده‌است.این روستا ۲۷ نفر جمعیت دارد.